# Comparative Biochemistry and Physiology – Part C Toxicology & Pharmacology
Comparative Biochemistry and Physiology – Part C: Toxicology & Pharmacology, abgekürzt Comp. Biochem. Physiol. C-Toxicol. Pharmacol., ist eine wissenschaftliche Fachzeitschrift, die vom Elsevier-Verlag veröffentlicht wird. Derzeit erscheint die Zeitschrift mit zwölf Ausgaben im Jahr. Es werden Arbeiten zu Wirkungen von Arznei- und Fremdstoffen veröffentlicht.